# Cornelis van der Beck
Cornelis van der Beck (Mechelen, (?) – Bamberg, 1694) was een Zuid-Nederlands beeldhouwer en architect.

## Leven
Behalve dat hij uit Mechelen in de Spaanse Nederlanden kwam, is over Van der Becks vroege leven niets gedocumenteerd. Veronderstellingen over een opleidingsperiode in Rome en een periode van acht jaar in Saksen blijven aan twijfel onderhevig.
De eerste zekere informatie over hem betreft zijn aanwezigheid in Trento in dienst van de abt Luca Ferrari. Dit duurde ongeveer twintig jaar, tot de dood van de abt in 1686. Twee jaar later verhuisde hij naar München. Hij werd hofarchitect in Bamberg, waar hij in 1694 overleed.

## Werk
Van der Beck werkte in de stijl van de barok, vaak in albast. Tijdens zijn periode in Trento maakte hij vóór 1673 beelden van Sint-Vigilius en Sint-Maxentia voor de kathedraal van Trento. Ze bevinden zich nu in het Museo diocesano tridentino. Nog voor de kathedraal maakte hij waarschijnlijk het altaar van de Onbevlekte Ontvangenis, dat in 1737 uit het koor werd gesloopt. De beelden van Marta en Magdalena aan weerszijden van het hoofdaltaar van de Santa Maria Maggiore zijn ook door hem gecreëerd in de jaren 1670. Eveneens van zijn hand zijn twaalf bijna levensgrote stenen bustes (acht bewaard in Villa Margone en vier in het Museo diocesano tridentino), naast kleinere werken die in de nalatenschap van abt Ferrari zijn beschreven. Tot het toegeschreven werk behoren de beeldengroep van de Assumptie voor de Santa Maria delle Grazie van Arco (nu in het franciscanenklooster van Trento), de standbeelden van Vigilius en Cassianus op het kerkhof van de Sint-Michielskerk van San Michele all'Adige en de Madonna met Kind in de Sint-Andrieskerk van Terlago.